# Sidi Bouabid Cherki
Abū ʿUbayd Muḥammad ibn Bilqāsim ibn Muḥammad al-Zaʿrī ibn ʿUmar al-Sharqī al-Samrī al-ʿUmarī al-ʿAdawī al-Qurashī (en arabe : أبو عبيد محمد بن بلقاسم بن محمد الزعري الشرقي السمري العمري العدوي القرشي) ou appelé autrement Sidi Bouabid Al-Charki (en arabe : سيدي بوعبيد الشرقي), né entre 1520 et 1522 et mort la première nuit de Muharram 1010 (4 Juillet 1601), est un théologien soufi et le fondateur de la confrérie Charqāwiyya au Maroc.

## Biographie
C’est un éminent soufi qui est le 24e descendant du Calife Omar ibn al-Khattâb. Il existe d'autres affirmations, le rattachant à la tribu Ouardigha. Le fondateur de la ville Bejaâd, Sidi Bouabid Cherki est né dans un petit village qui se trouve à 3 km de la ville de Tadla à côté du fleuve Oum Errabiâ en 926 de l'hégire. Il a appris le Coran et la science entre les mains de son père Sidi Ben Belkacem.
Il a passé une grande partie de sa vie dans la ville de Marrakech. Puis, il est retourné dans sa ville natale pour s’installer après au Moyen Atlas dans un lieu appelé « Ighrām al-ʿAlam » où il a consacré tout son temps à se rapprocher de Dieu.
En 966 de l'hégire, Sidi Bouabid Cherki est allé à Kasbat Tadla et, à 23 km de cette ville, a installé sa tente puis a commencé à construire une mosquée et à creuser un puits. C’est là qu'il va fonder la ville de Bejaâd et la Zaouia Cherkaouia.
Depuis lors, la ville et la Zaouïa deviennent un rayonnement exceptionnel culturel, religieux, économique, social et politique aussi bien au niveau régional que national. Rappelons que la zaouïa constituait une étape d’escale et de transit par excellence pour les caravanes commerciales reliant les centres de Fès et de Marrakech à travers Tadla, Zaër et Meknès. Et, à travers ces événements, la zaouia devient l’intermédiaire principal dans la diffusion des préceptes de la religion et de la culture musulmanes puisqu’elle appartient à la Tariqa Jazouliya-Shadiliya du temps de la dynastie Saâdienne.

## Postérité
- Festivités en l'honneur de Sidi Bouabid Al-Charki dans certaines régions de la Chaouia-Ouardigha[4].
- Zaouia Charqāwiyya à Bejaâd où repose sa tombe[5]. Au Maroc, cette tombe est l'objet d'un pèlerinage[6].